# Tikjda
 (janvier 2021).
Si vous disposez d'ouvrages ou d'articles de référence ou si vous connaissez des sites web de qualité traitant du thème abordé ici, merci de compléter l'article en donnant les références utiles à sa vérifiabilité et en les liant à la section « Notes et références ».
Tikjda (en arabe : تيكجدة, en tifinagh : ⵜⵉⴽⴻⴴⴷⴰ, en kabyle : Tikeǧda), situé dans la commune d'El Asnam dans la wilaya de Bouira en Algérie, est une ancienne station de ski à 1 478 mètres d'altitude, sur le versant sud du Djurdjura dans la région de Kabylie.

## Situation

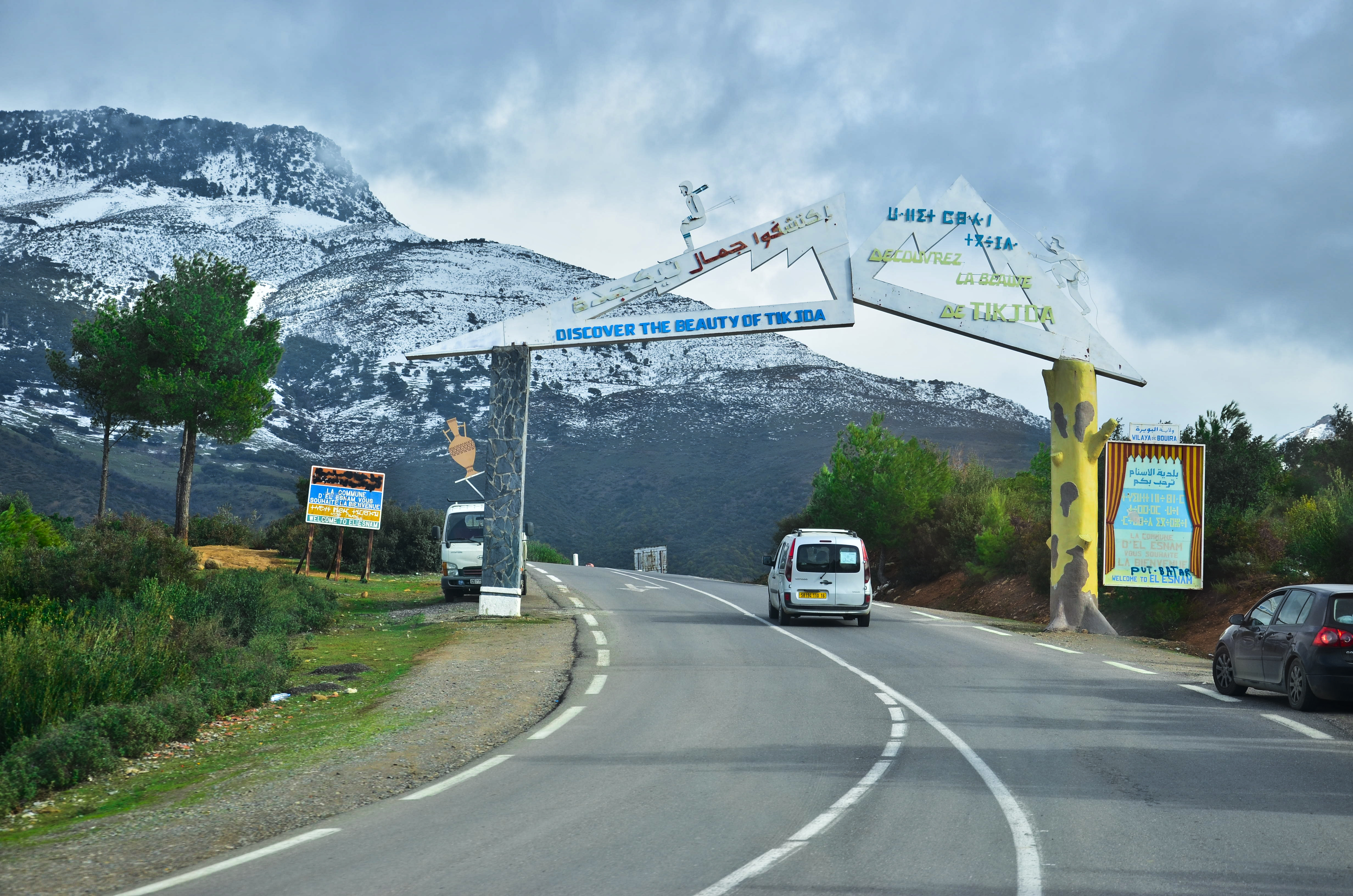
Arrivée à Tikjda.

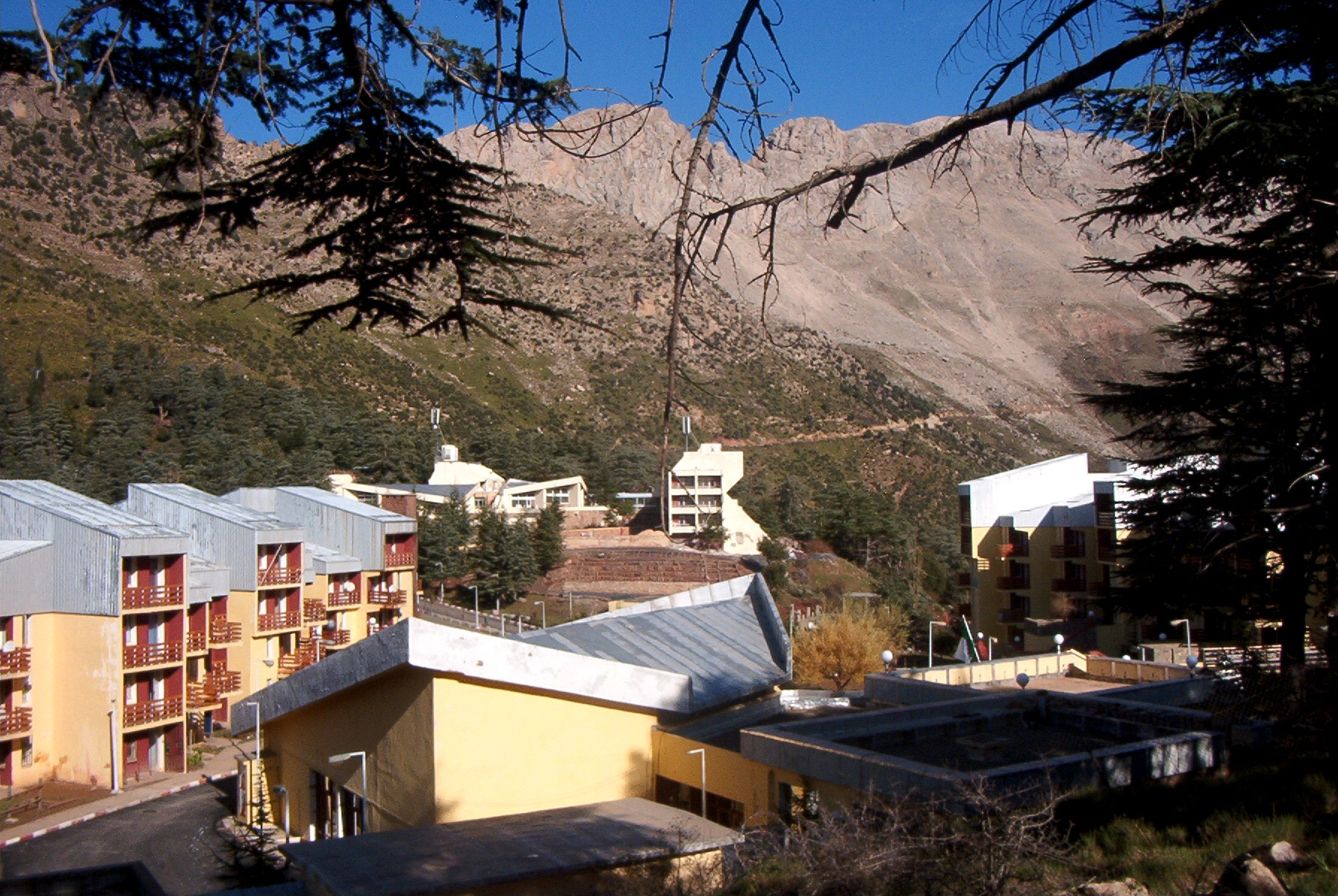
Tikjda et l'acquerru Timedwin.

De Bouira, l'accès aux hautes régions de la chaine du Djurdjura est aisé. Bien que son altitude affleure les 2 000 m, cette chaine montagneuse offre tous les caractères de la haute montagne. Elle les doit à la nature de ses roches en crêtes dentelées, en pitons aigus, en murailles gigantesques aux flancs abrupts. Tikjda est située au pied du massif de l'Akouker.

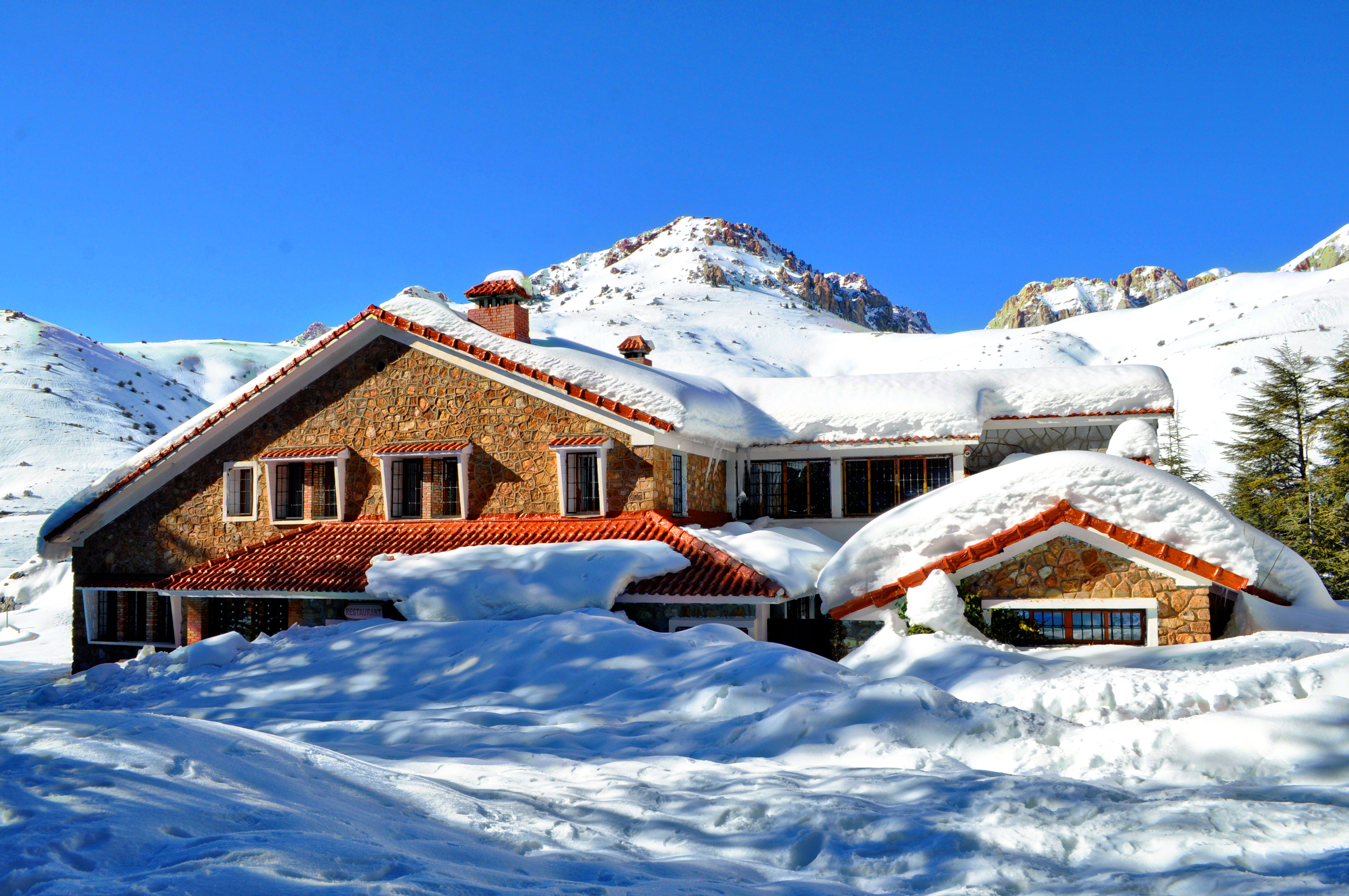
Tikjda en hiver.

Tikjda à 32 kilomètres à l'est du chef-lieu de wilaya, constitue le point de départ pour de multiples périples panoramiques surplombant au nord le Massif Central de Kabylie où se nichent près d'un millier de villages berbères, et au sud, la Kabylie de la Soummam et celle des Bibans, riches plaines fertile de la kabyle aux abords des Hauts Plateaux. Sinon, une infinité de chemins pastoraux de haute montagne permettent de passer d'un massif à l'autre (rejoindre Tala Guilef au nord de la chaîne occidentale du Djurdjura, le Haïzer, de découvrir les cédraies endémiques soit en touffes isolées en très haute altitude (au-delà des 2 000 m), soit en forêts telles celles de Tigounatine, Taouialt, ou plus loin, la fameuse forêt des At Ouabanes (cèdres, chênes, érables, peupliers, mélèzes dont les couleurs revêtent celles de l'été indien nord-américain), siège de nombreuses légendes et contes kabyles. Depuis Tikjda on peut rejoindre Tamda Goulmin (le bassin du lac), une sorte de mare, ou lac d'altitude, assez particulier, et bien d'autres.

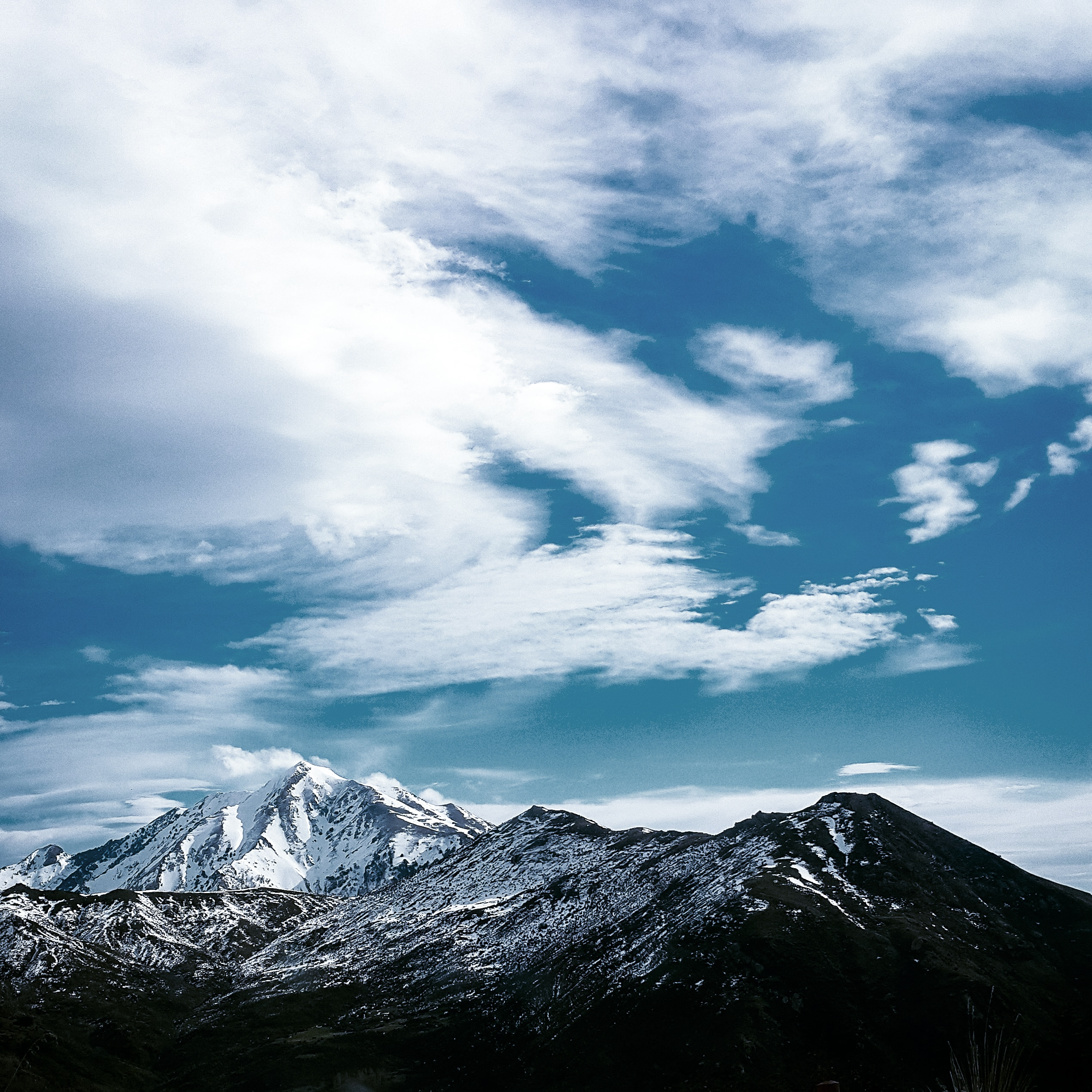
Tikjda en hiver.

Enfin, Tikjda offre le plus beau point de vue sur les sommets phares du Djurdjura : la Pyramide de Tamgout Amghor Lalla Khlidja (plus connue sous Lalla Khedidja, 2 308 m), et Acquerru Timedwin, vertigineuse montagne nue aux paysages lunaires et piquetée sur sa crête de nombreux bassins naturels ou de profonds « trous » où se nichent eau et glaces dites « éternelles » (d'où son nom de Timedwin), alimentant les innombrables sources qui coulent continuellement de part et d'autre de ses versants.

## Climat
Le site est particulièrement exposé à un cumul neigeux exceptionnel pour la région Méditerranée (comparable à la région du Mercantour) dû à la minéralité ferrugineuse du sous-sol et la proximité de la mer Méditerranée.

## Monographie

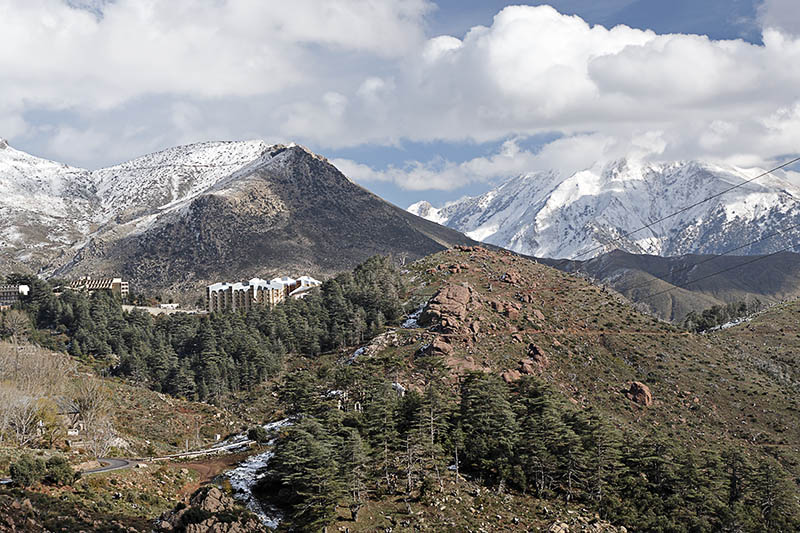
Vue de Tikjda.

Tikjda est un site touristique situé à l'est de la wilaya de Bouira, à 1 478 m d'altitude au cœur du massif montagneux du Djurdjura et siège administratif du Parc National et Biosphère de l'UNESCO du même nom. Tikjda  est connue à l'échelle nationale mais encore peu à l'échelle internationale mis à part des résidents étrangers en Algérie. Tikjda est aussi une structure réservée, outre le tourisme, pour les pratiquants d'arts martiaux, une ancienne tradition, outre bien entendu le sport phare de la station : le ski, dont la saison s'étale de décembre à avril.
La station de Tikjda, dont le nom provient de « Tgjdit », en référence aux puissants troncs des cèdres ayant servi comme piliers centraux et symboliques aux maisons kabyles traditionnelles, permet la pratique régulière de tous les sports de montagne, été comme hiver. La piste de « Tigounatin » aménagée dans la cédraie a toujours été la plus populaire contrairement à celles vertigineuses et nues de l'Akouker - les téléskis n'ont fonctionné que quelques semaines avant que le climat tempétueux ne les neutralise. Les randonnées, le trekking, la spéléologie et l’escalade de haut niveau (au vu des aiguilles calcaires qui composent la chaîne du Djurdjura), sont aussi très populaires avec l'introduction encore timide du parapente en dehors de quelques pratiquants chevronnés. La station compte deux télésièges, plusieurs remontées mécaniques aujourd'hui obsolètes et hors d'usage, qui permettaient aux skieurs du chalet du Kef et de l'Hôtel Djurdjura de rejoindre le haut des pistes.

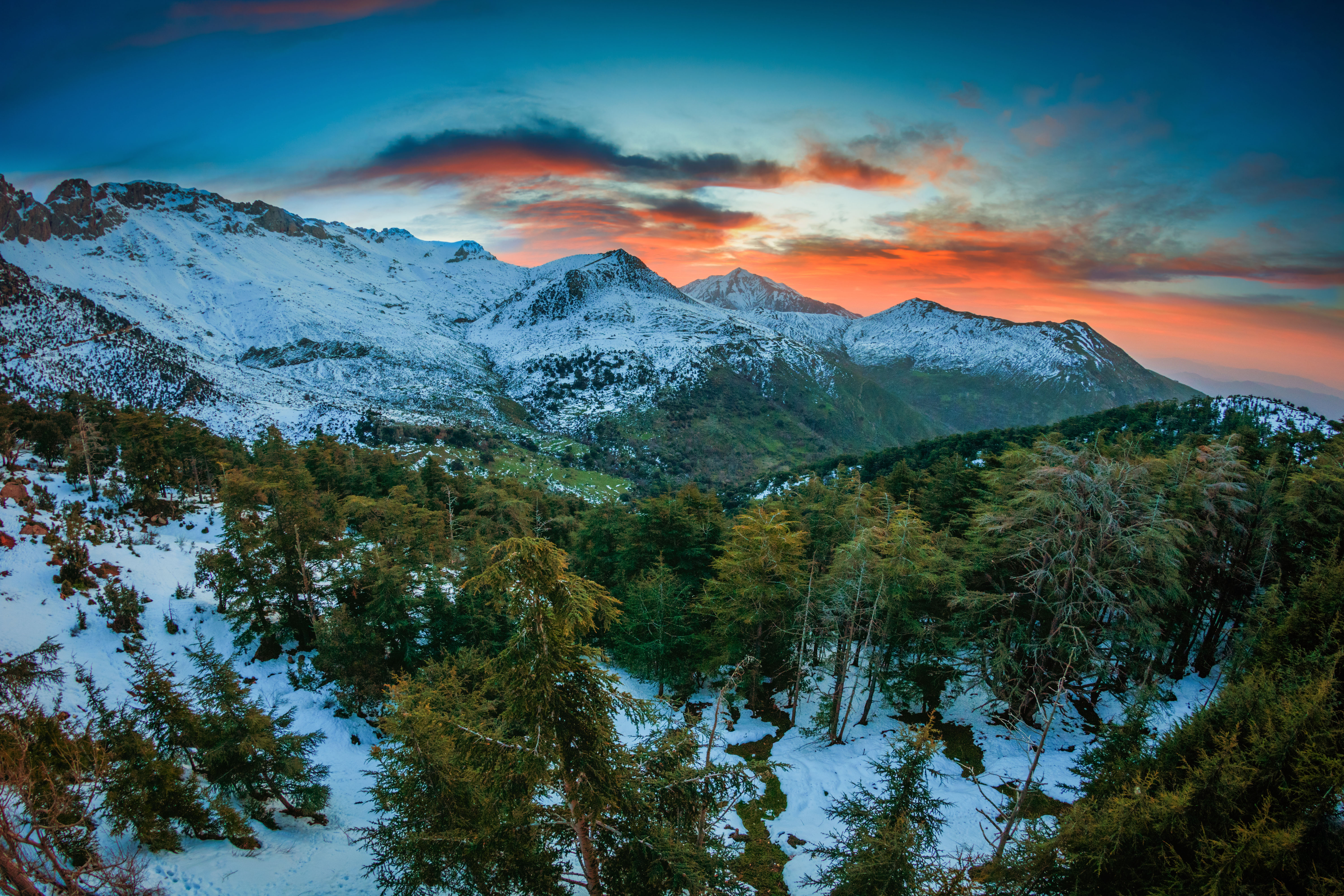
Tikdja à l'aube.

Quelques Français y ont implanté plusieurs chalets privés ou hôtels tel le Chalet du CAF (Club Alpin Français), la Résidence des Chemineaux, le Refuge du Djurdjura - devenu après l'indépendance le complexe hôtelier avec son auberge et ses appartements « Djurdjura ».
Mustapha Muller (Winfried Müller alias Si Mustapha), ex légionnaire autrichien d'origine et partisan de l'indépendance de l'Algérie, a longtemps et fermement présidé aux destinées du Parc National du Djurdjura avant d'être nommé à la fin des années 1980 à la direction du Parc National du Tassili. Il fut à l'origine de l'initiative heureuse de l'arrêt en Algérie du polluant Paris-Dakar qui traversait ce site fragile. Il aura aussi fondé l'école de ski, aujourd’hui caserne de la Garde Communale de Tikjda. Un agent forestier y donne aux visiteurs des informations et recommandations importantes sur les sites du Parc ainsi que les diverses restrictions propres à la gestion des parcs nationaux que doivent observer les visiteurs : interdiction d'arracher et de cueillir les plantes, le ramassage des graines, la coupe du bois, nourrir les animaux, la sensibilisation aux risques d'incendies.

## Faune et flore

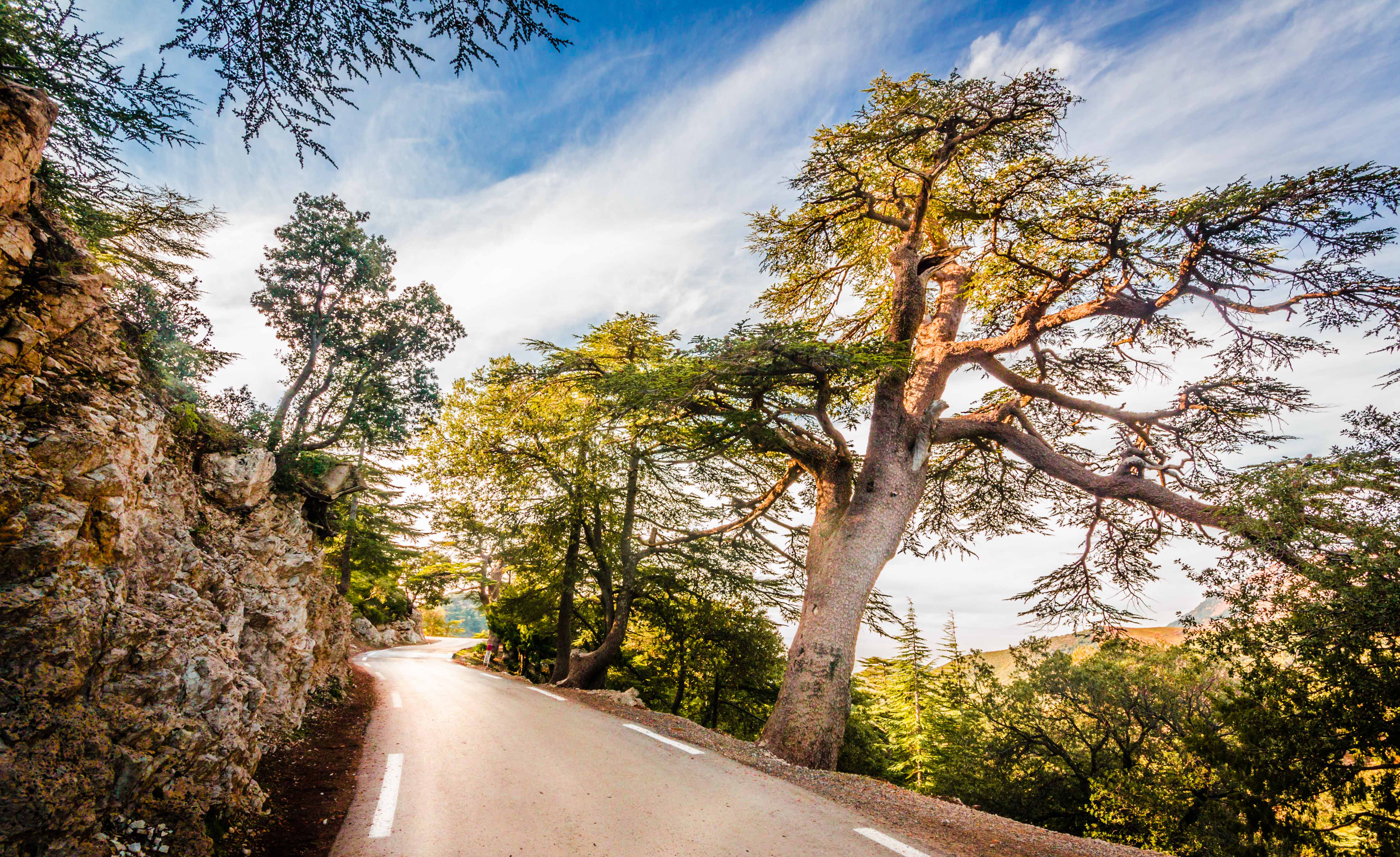
Un arbre penchant à Tikjda.

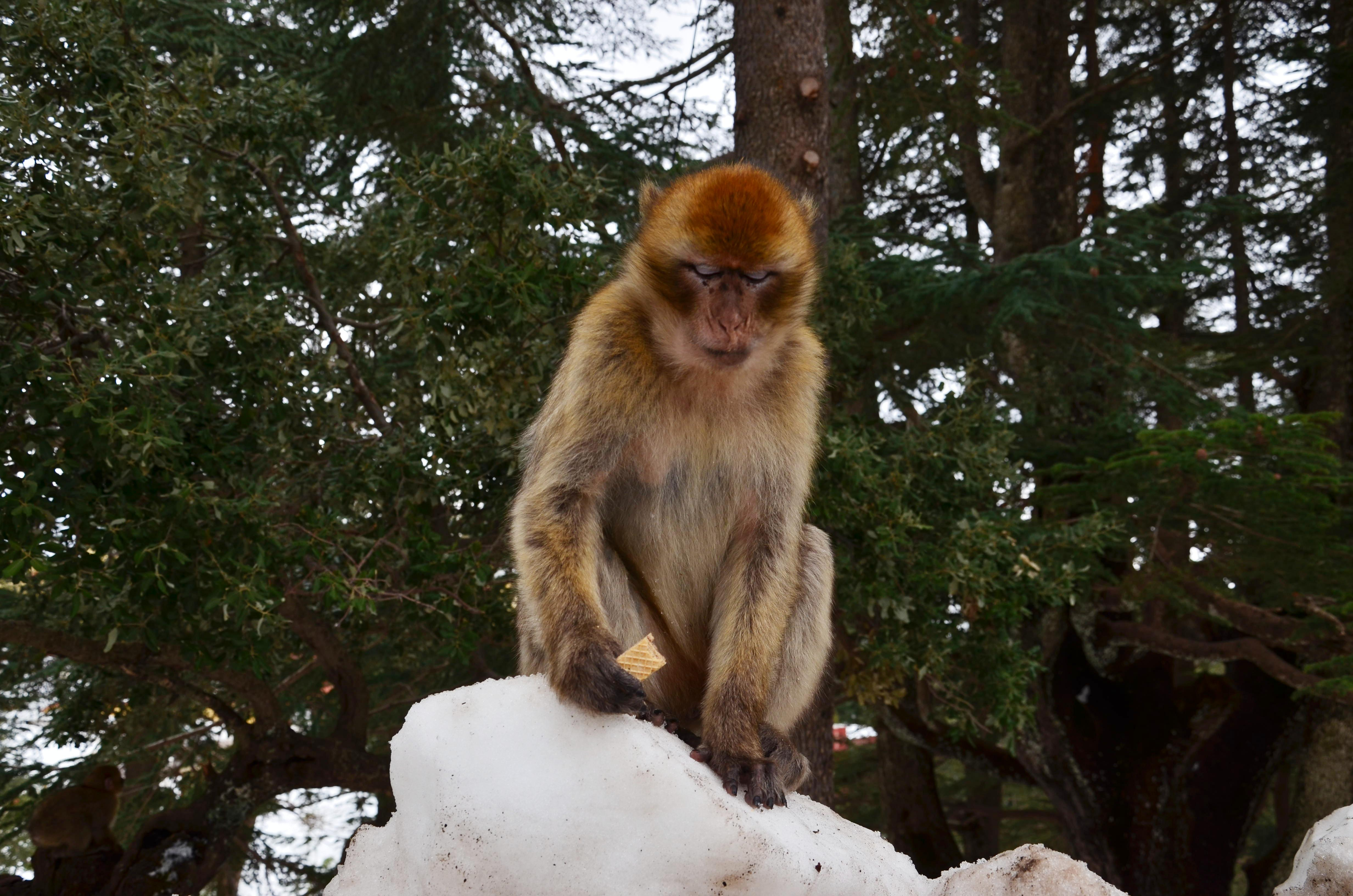
Un macaque berbère.

Tikjda est en outre le siège d'une riche flore et faune endémiques (macaques, caracal, aigles royaux, vautours, faucons, chacals, sangliers, panthères, cèdres, chênes verts et zéens, pins noirs, érables, peupliers géants, etc.).

## L'actualité
Festival national du tourisme de montagne à Tikjda du 21 au 24 mars 2011.